# Rodrigo Auzmendi
Rodrigo Auzmendi (Buenos Aires, 2 gennaio 2001) è un calciatore argentino, attaccante del Banfield.

## Biografia
Ha un fratello maggiore, Agustín, a sua volta calciatore professionista.

## Carriera
Cresciuto nei settori giovanili di Plaza Colonia, Porto e Gimnasia (LP), nel 2023 si è trasferito al San Marcos de Arica, club della seconda divisione cilena, dove si è contraddistinto soprattutto in Copa Chile 2023, competizione nella quale si è laureato capocannoniere con 5 reti in 3 incontri giocati. Nel 2024 si è trasferito in Honduras al Motagua diventando in breve tempo il centravanti titolare del club: nell'arco di due stagioni ha realizzato 24 reti in 49 incontri considerando sia il campionato sia le competizioni internazionali, laureandosi capocannoniere del torneo di Apertura 2024.
Il 3 giugno 2025 è stato acquistato a titolo definitivo dal Banfield, club della prima divisione argentina.

## Statistiche

### Presenze e reti nei club
Statistiche aggiornate al 18 agosto 2025.
| Stagione        | Squadra             | Campionato      | Campionato | Campionato | Coppe nazionali | Coppe nazionali | Coppe nazionali | Coppe continentali | Coppe continentali | Coppe continentali | Altre coppe | Altre coppe | Altre coppe | Totale | Totale | Totale |
| Stagione        | Squadra             | Comp            | Pres       | Reti       | Comp            | Pres            | Reti            | Comp               | Pres               | Reti               | Comp        | Pres        | Reti        | Pres   | Reti   |        |
| --------------- | ------------------- | --------------- | ---------- | ---------- | --------------- | --------------- | --------------- | ------------------ | ------------------ | ------------------ | ----------- | ----------- | ----------- | ------ | ------ | ------ |
| 2023            | San Marcos de Arica | PB              | 12         | 1          | CC              | 3               | 5               | -                  | -                  | -                  | -           | -           | -           | 15     | 6      |        |
| 2023-2024       | Motagua             | LN              | 7          | 1          | -               | -               | -               | -                  | -                  | -                  | -           | -           | -           | 7      | 1      |        |
| 2024-2025       | Motagua             | LN              | 33         | 19         | -               | -               | -               | CCC                | 2                  | 2                  | CCAC        | 7           | 2           | 42     | 23     |        |
| Totale Motagua  | Totale Motagua      | Totale Motagua  | 40         | 20         |                 | -               | -               |                    | 2                  | 2                  |             | 7           | 2           | 49     | 24     |        |
| 2025            | Banfield            | PD              | 4          | 3          | CA              | 0               | 0               | -                  | -                  | -                  | -           | -           | -           | 4      | 3      |        |
| Totale carriera | Totale carriera     | Totale carriera | 56         | 25         |                 | 3               | 5               |                    | 2                  | 2                  |             | 7           | 2           | 68     | 34     |        |

## Palmarès

### Club

#### Competizioni nazionali
- Liga Nacional de Honduras: 1

Motagua: 2024 (Apertura)

### Competizioni individuali
- Capocannoniere della Copa Chile: 1

2023 (5 reti)
- Capocannoniere della Liga Nacional de Honduras: 1

2024 (Apertura) (7 reti)